# Ahmed Khan bin Küchük

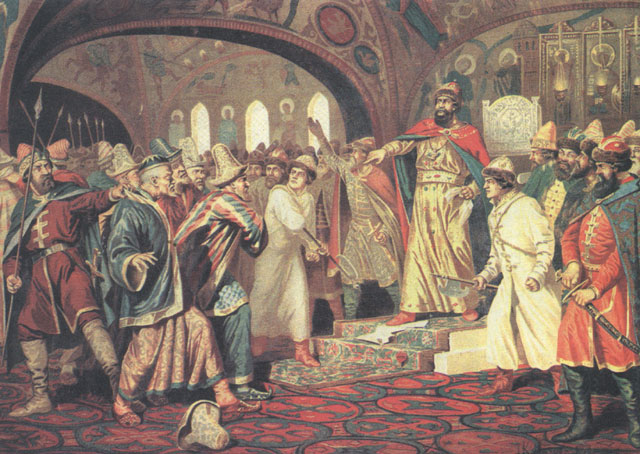
Ivan III river Ahmed Khans brev med krav på tribut framför ögonen på khanens delegation (målning av Aleksej Kivsjenko)

Ahmed Khan bin Küchük (turkiska och persiska: احمد خان), död 1481, var khan över Gyllene horden från 1465 till 1481.
År 1465 tog Ahmed Khan makten i Horden genom ett uppror mot sin bror Mahmud bin Küchük, som hade regerat sedan 1459. År 1472 slöt Ahmed förbund med Kasimir IV av Polen mot Ivan III av Moskva. Avsikten var att stoppa den moskovitiska kampanjen för att förena de ryska länderna. Den första stora sammandrabbningen mellan Horden och Moskva stod i slaget vid Alexin 1472 då staden Alexin vid floden Oka erövrades men mongolerna måste avbryta fälttåget. År 1476 föreslog Ahmed Khan för Ivan III att han skulle acceptera honom som sin överordnade. Styrkebalansen var dock inte till Hordens favör. År 1480 anordnade Ahmed Khan en andra militär kampanj mot Moskva. Den slutade i den stora konfrontationen vid floden Ugra (ryska Угра), då under några veckor endast mindre skärmytslingar förekom innan den mongoliska hären flydde. I rysk historieskrivning har händelsen betecknats som slutet på det mongoliska herraväldet i Ryssland. År 1481 dödades Ahmed Khan och hans män av khanen Ibak av Sibirkhanatet vid mynningen av floden Donets.
Ahmed Khans hustru var den timuridiska prinsessan Badi' al-Jamal, syster till sultanen Husayn Bayqara av Khorasan. I äktenskapet föddes två söner, Mahmud Khan och Bahadur Khan samt dottern Khanzada Khanum. Prinsessan Badi' al-Jamal lämnade dock Gyllene horden och återvände med sina barn till broderns hov i Herat.